# Billy O'Brien
Pour les articles homonymes, voir O'Brien.
Billy O'Brien est un réalisateur irlandais ayant commencé sa vie dans le monde agricole irlandais, il part rapidement faire ses études à Dublin avant d'être diplômé du Dun Laoghaire College of Art, Design and Technology de Dublin. C'est dans cette institution qu'il réalise son premier court-métrage en 1994 (An Incident at Bob's Barber Shop). Continuant ces études cinématographiques, il décroche sa Maîtrise en décor de films au Royal College of Art de Londres, y réalisant notamment de nombreux courts-métrages dont Coal, coréalisé en 1997 ainsi que The Tale of the Rat that Wrote en 1999. Il participe aussi à plusieurs publicités parmi lesquelles certaines pour Rover, Orange et Barclays. En 2005, il scénarise et réalise son premier long métrage, ce sera un film de science-fiction et d'horreur, Isolation.

## Filmographie

### Courts-métrages
- 1994 : An Incident at Bob's Barber Shop
- 1997 : Coal
- 1999 : The Tale of the Rat that Wrote

### Longs-métrages
- 2005 : Isolation
- 2014 : Scintilla (The Hybrid)
- 2016 : I Am Not a Serial Killer